# Шарль-Едуар Гійом
Шарль Едуар Гійом (фр. Charles Édouard Guillaume; 15 лютого 1861, Флер'є, Швейцарія — 13 червня 1938, Севр, Франція) — швейцарсько-французький фізик.
Лауреат Нобелівської премії 1920 року за відкриття сплавів з аномальною поведінкою коефіцієнта теплового розширення: Інвару і елінвару.

## Життєпис
Шарль Гійом народився 15 лютого 1861 року в місті Флер, у сім'ї годинникаря. У 17 років Гійом вступив до «Федерального технологічного інституту» в Цюриху, де вивчав природничі науки, а також німецьку та французьку літературу. 1882 року він захистив дисертацію про електролітичні конденсатори і здобув докторський ступінь.
Після служби в армії офіцером артилерії, Гійом працював асистентом у «Міжнародному бюро мір і ваг» у Севрі. 1902 року він став заступником директора, а потім і директором цього бюро і залишався тривалий час на цій посаді.
Перша практична діяльність Гійома в бюро була пов'язана з визначенням точності ртутного термометра. Гійом розробив систему корекцій для точного вимірювання температури залежно від коливань обсягу балончика з ртуттю під час нагрівання.
Результати своїх обчислень Гійом виклав у «Трактаті по термометрії» 1889 року.
Роботи Гійома стосуються, головним чином, метрології. Він надав нового значення обсягом 1 л, вивчав сплави нікелю і постійні, створив інвар, елінвар та інші сплави, які використовують для виготовлення високоточних інструментів і в системі вимірювальних стандартів (1899).
Гійому був необхідний сплав, який можна було б використовувати в місцевих метрологічних лабораторіях як доступну і надійну заміну дуже дорогого платина-іридієвого, з якого спочатку був виготовлений еталон метра. Кожна з країн, яка брала участь у Конференції з мір та ваг 1889 року, мала зразок еталона. Мірні стрижні використовували за польових умов і різних температур, а калібровані в місцевих метрологічних лабораторіях за стандартами метра, які зберігалися там при умовах фіксованої температури. Низька якість місцевих еталонів, розбіжність у показниках температур еталона в приміщенні і на відкритому повітрі давали систематичні помилки у вимірах.
Досліджуючи сплави, Гійом зауважив, що постійні з високим вмістом нікелю мають аномально низький коефіцієнт теплового розширення. Це спостереження привело до створення сталі, яка містить 36 % нікелю, 0,4 — марганцю, 0,1 — вуглецю і 63 % заліза з коефіцієнтом розширення, нижче 0,1 від коефіцієнта розширення заліза. Цей сплав було названо інвар.
Гійом помер 13 червня 1938 у місті Севр.